# 平生
德鹿灣（Truwan），古時又稱 Mzijau、Mejau （意為“清醒”），正名前稱為平生，是中華民國南投縣仁愛鄉德鹿谷村的一個聚落。位於濁水溪上游左岸，尾上山北方山腹，海拔約1500公尺處的溪岸平地，與另一聚落莎都（sadu）相距僅800公尺。其地為溪岸狹小台地，臨溪谷急峻多斷崖，但社上方高處多緩坡，適於開墾。